# Oh Mercy
| 전문가 평가                   | 전문가 평가 |
| 평가 점수                     | 평가 점수   |
| 출처                          | 점수        |
| ----------------------------- | ----------- |
| AllMusic                      | [ 1 ]       |
| Robert Christgau              | B           |
| Entertainment Weekly          | A–          |
| MusicHound                    | [ 4 ]       |
| Rolling Stone                 | [ 5 ]       |
| Encyclopedia of Popular Music | [ 6 ]       |

《Oh Mercy》는 미국의 싱어송라이터 밥 딜런이 1989년 9월 18일, 컬럼비아 레코드에서 발매한 스물여섯 번째 스튜디오 음반이다. 다니엘 라누아에 의해 프로듀싱을 한 이 작품은 일련의 형편없는 음반들 이후, 딜런의 승리라고 평론가들로부터 환영을 받았다. 《Oh Mercy》는 딜런에게 몇 년 만에 최고의 차트를 선사해 미국 《빌보드》 차트 30위, 영국 차트 6위에 올랐다.

## 커버 아트
음반 커버의 사진은 딜런이 9번가와 53번가의 맨해튼 헬스키친에 있는 중국 식당 벽에 우연히 마주친 벽화다. 두 사람이 춤을 추는 모습을 만든 화가 트로츠키가 위치 (그는 벽화 근처에 살았다)하여 허락을 받았다.

## 곡 목록
모든 곡들은 밥 딜런에 의해 작사/작곡하였다.
| #  | 제목                           | 재생 시간 |
| -- | ------------------------------ | --------- |
| 1. | 〈Political World〉            | 3:43      |
| 2. | 〈Where Teardrops Fall〉       | 2:30      |
| 3. | 〈Everything Is Broken〉       | 3:12      |
| 4. | 〈Ring Them Bells〉            | 3:00      |
| 5. | 〈Man in the Long Black Coat〉 | 4:30      |

| #  | 제목                       | 재생 시간 |
| -- | -------------------------- | --------- |
| 1. | 〈Most of the Time〉       | 5:02      |
| 2. | 〈What Good Am I?〉        | 4:45      |
| 3. | 〈Disease of Conceit〉     | 3:41      |
| 4. | 〈What Was It You Wanted〉 | 5:02      |
| 5. | 〈Shooting Star〉          | 3:12      |